# تئودور روزولت
تئودور روزولت (به انگلیسی: Theodore Roosevelt) (۲۷ اکتبر ۱۸۵۸ – ۶ ژانویه ۱۹۱۹) بیست و ششمین رئیس‌جمهور ایالات متحده آمریکا از حزب جمهوری‌خواه بود.
درخشان‌ترین دستاورد روزولت در میان سایر رئیس‌جمهورهای آمریکا این بود که وی با دریافت جایزه نوبل صلح توانست اولین جایزه نوبل را برای آمریکایی‌ها به ارمغان آورد. وی که در دور دوم ریاست ویلیام مک‌کینلی در کاخ سفید آمریکا معاونت وی را بر عهده داشت، پس از ترور او قدرت را در این کشور به دست گرفت.
روزولت در تاریخ سیاست خارجی آمریکا نیز دستاوردهای بی‌سابقه‌ای را به ثبت رساند. وی اجازه تحریک شورش در پاناما را صادر کرد تا از اعتراض‌ها و کارشکنی‌های کلمبیا در کانال پاناما خلاصی یابد. او همچنین با میانجیگری در جنگ روسیه و ژاپن به حفظ توازن قدرت در شرق کمک کرد. همین موضوع باعث شد تا وی اولین آمریکایی باشد که جایزه نوبل را دریافت می‌کند.
مشهور است که روزولت سیاست «با صدای نرم سخن بگو و یک چوب بزرگ را حمل کن» را پیش می‌برد.
تئودور روزولت در رقابت‌های انتخاباتی سال ۱۹۰۴ بر رقیب دموکرات محافظه‌کار خود پیروز شد. روزولت در سال ۱۹۱۲ بار دیگر تلاش کرد تا نامزدی حزب جمهوریخواه را برای سومین دور ریاست بر کاخ سفید از آن خود کند. اما «ویلیام هووارد تافت» وزیر جنگ وی، در دور دوم ریاست جمهوری‌اش گوی سبقت را از وی ربود و توانست برای بار دوم از حزب متبوعش برای شرکت در رقابت‌های انتخابات سال ۱۹۱۲ کاندید شود.

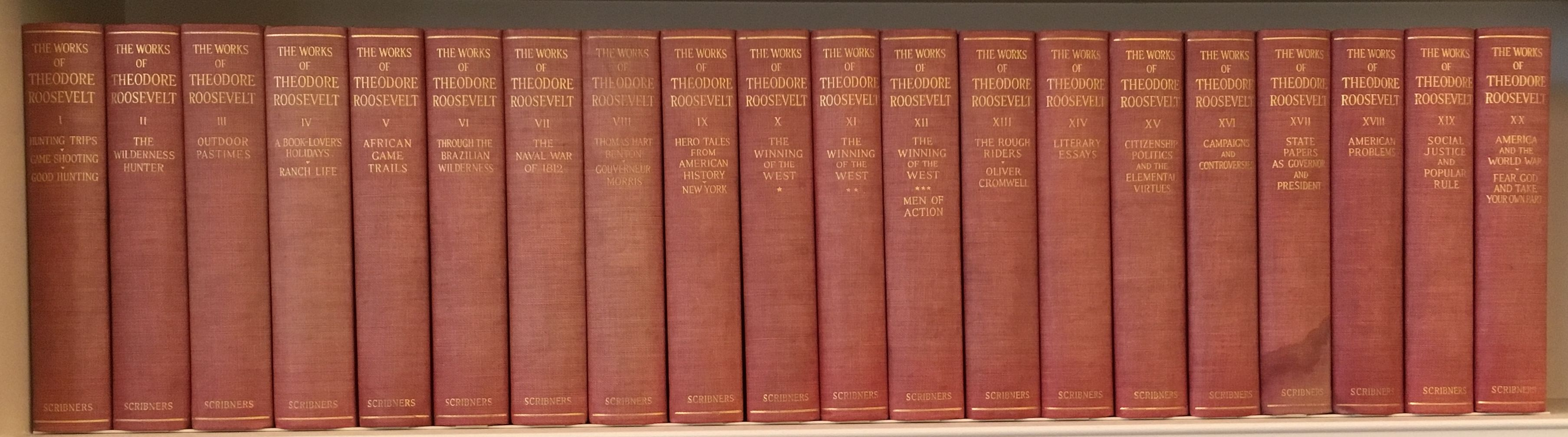
مجموعهٔ آثارِ روزولت

وی یکی از نخستین آمریکایی‌هایی است که در رشته ورزشی جودو فعالیت داشت و به کمربند قهوه‌ای در این رشته دست پیدا کرد.

## نگارخانه

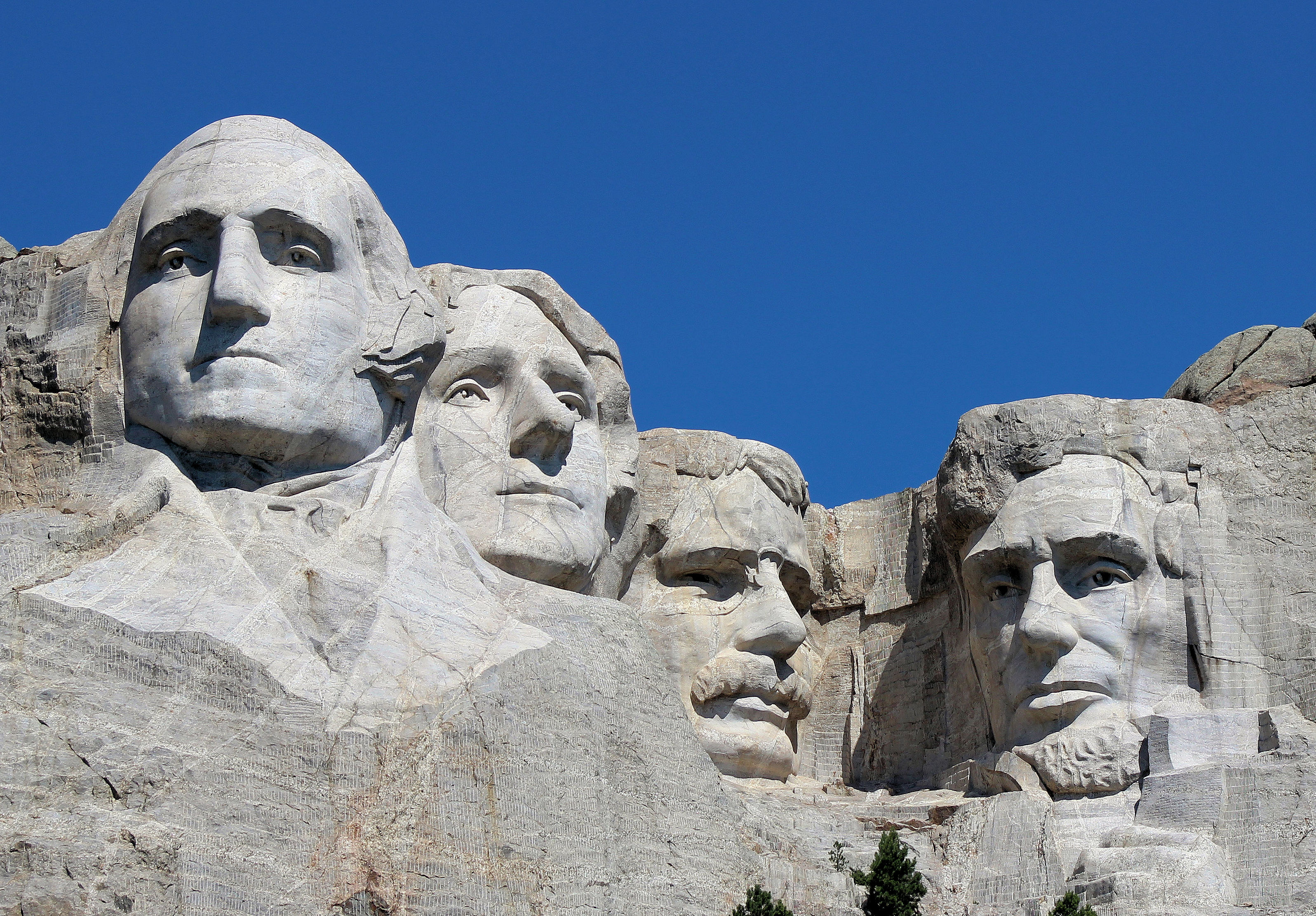
چهره روزولت در یادبود ملی کوه راشمور (دوم از راست)
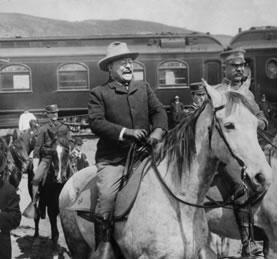
روزولت در پارک ملی یلوستون در سال ۱۹۰۴
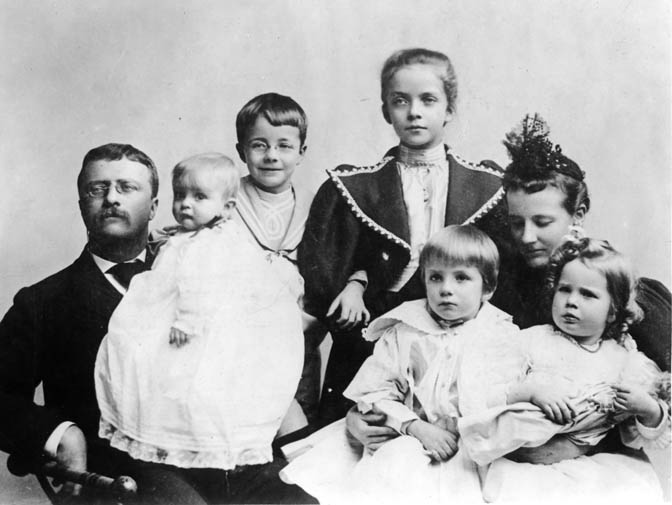
روزولت و خانواده بسال ۱۸۹۵
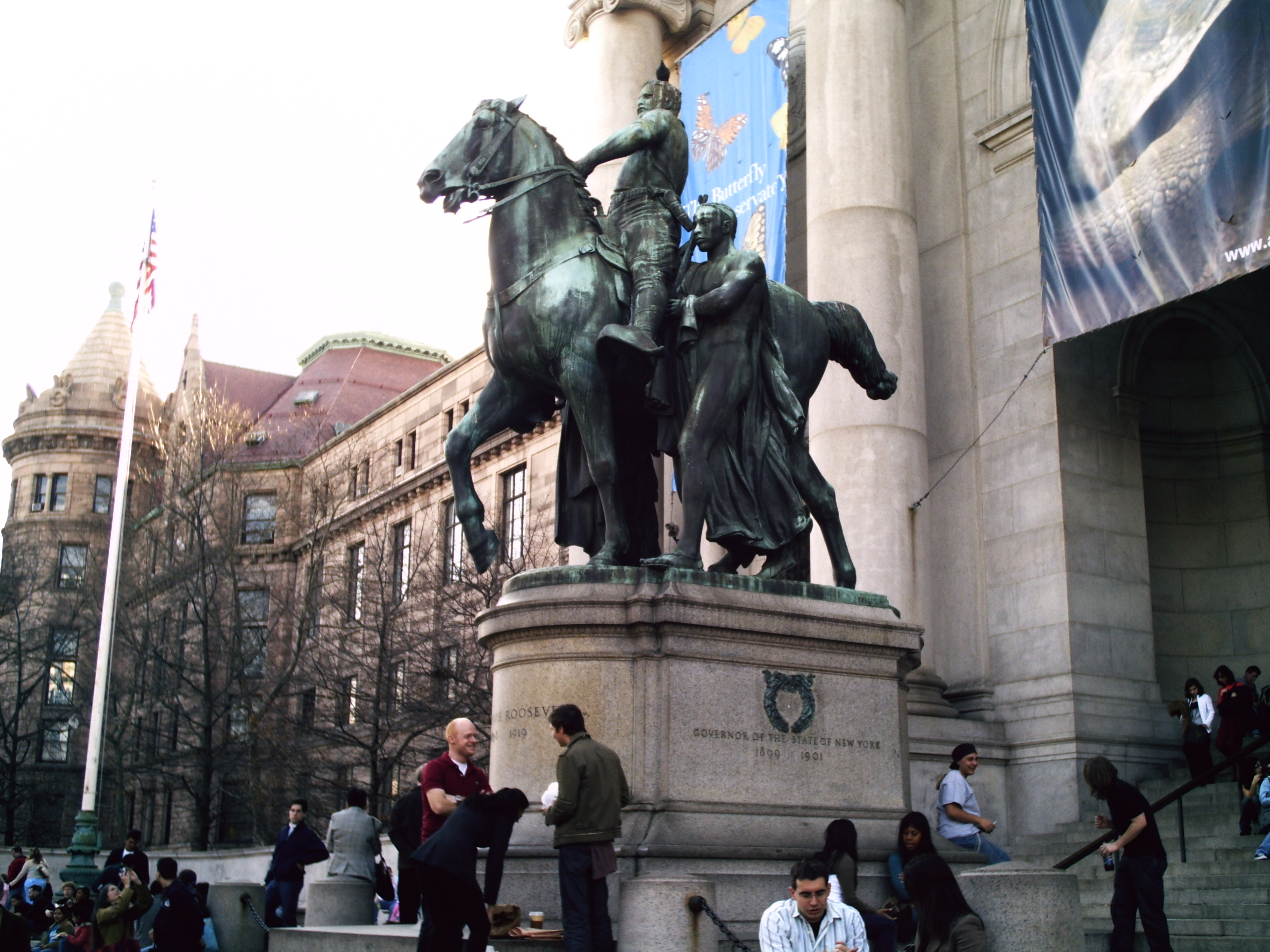
تندیس روزولت در واشینگتن دی سی
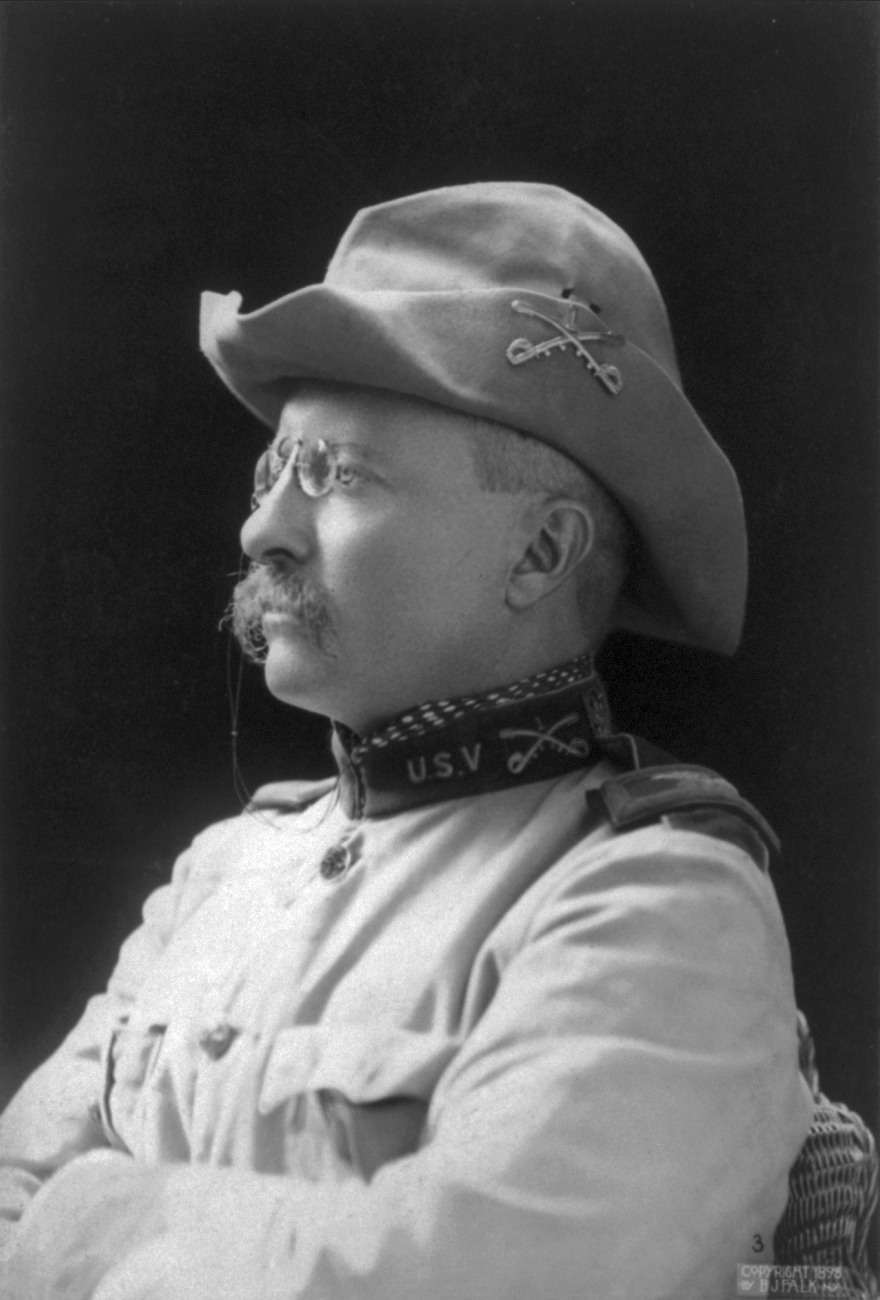
در سال ۱۸۹۸ به عنوان کلنل
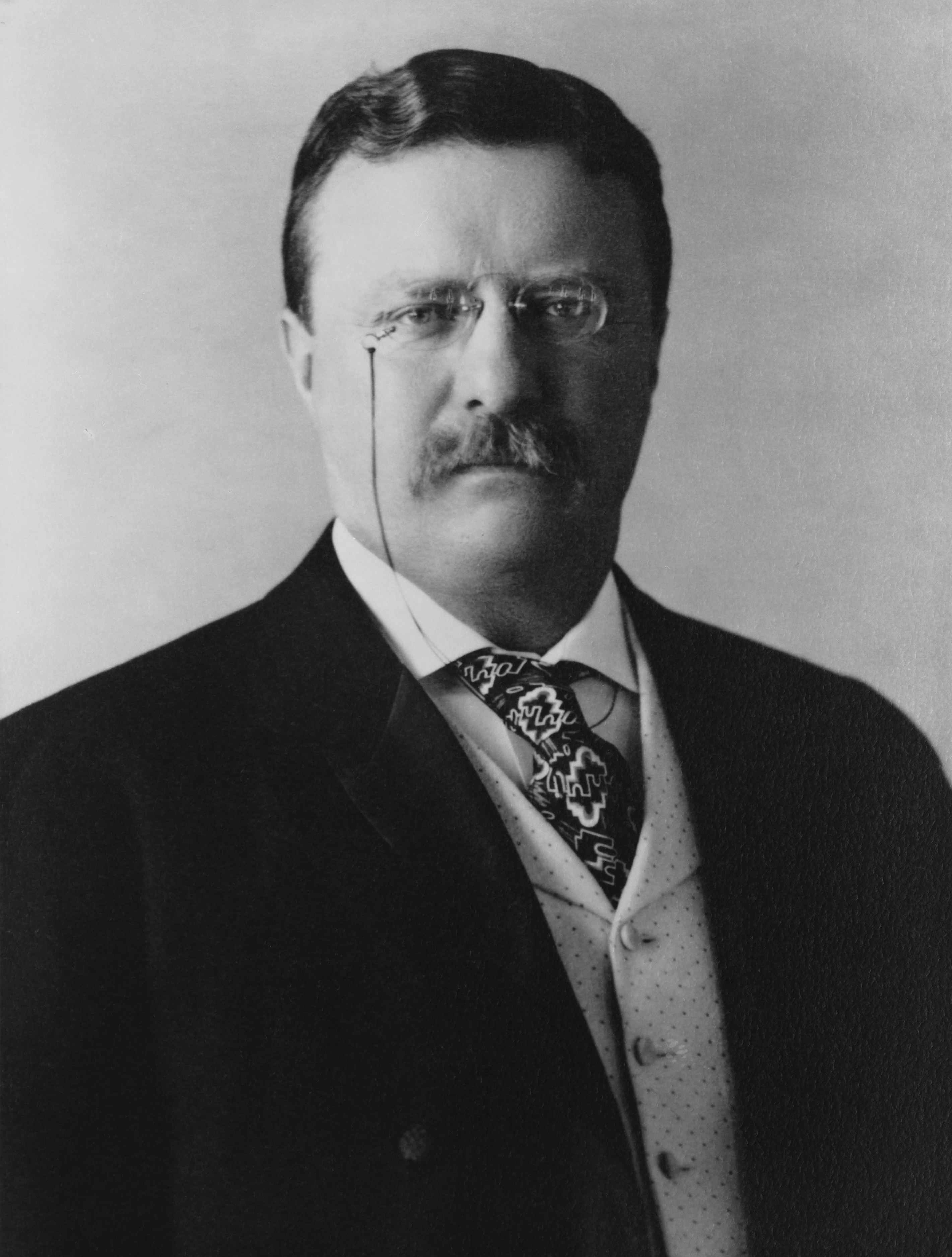
تئودور روزولت سال ۱۹۰۴